# Selaginella pervillei
Selaginella pervillei är en mosslummerväxtart som beskrevs av Antoine Frédéric Spring. Selaginella pervillei ingår i släktet mosslumrar, och familjen mosslummerväxter. Inga underarter finns listade i Catalogue of Life.